# Dalia El Behery
Dalia El Behery (Tanta, 15 ottobre 1970) è un'attrice e modella egiziana. È anche conduttrice TV. Ha vinto il titolo di Miss Egitto del 1990.

## Biografia
Dalia Mahmoud Quotb El Behery (in arabo داليا محمود قطب البحيري‎?) è nata a Tanta nel 1970, si è laureata in Tourismo e Alberghiero nel 1991. Lavora per le reti televisive egiziane, ha fatto la modella per svariati brands arabi e partecipato a video-clip musicali, film e serie televisive.

## Vita privata
El Behery si è sposata tre volte e ha avuto due figlie. Dal suo primo matrimonio ha avuto una bambina, Khesmat, morta a soli 8 mesi. Tra il 2008-2013 ha sposato il businessman Farid El Morshedy(, col quale ha avuto Khadija. Nel 2016 si è risposata con l'imprenditore Hassan Sami.

## Lavoro

### Conduzione televisiva
Dalia El Behery ha condotto più programmi per l'Egyptian Satellite Channel (i canali satellitari egiziani del Nile SAT), tra cui:
- "Sabah el Kheir Ya Masr".

### Video-clip
- 1991,  partecipa al video per la canzone "Tegeesh neaeesh", del cantautore egiziano Ali El Haggar.

### Filmografia
Alcuni dei film a cui ha pattecipato:
- 2002,  Mohami khulaa.
- 2003,  El Banat.
- 2004,  Sana oula nasb.
- 2005,  El-Sefara fi El-Omara.
- 2006,  Al Ghawas.
- 2007,  Juba.

### Serie televisive
- 2020, Valentino, (in lavorazione per il prossimo Ramadan)[7].
- 2018, Al hob l forsa akhira.
- 2017, Yawmiat zawja mafrusa awy.